# AC Prato
Die Associazione Calcio Prato ist ein italienischer Fußballverein aus der toskischen Stadt Prato, der aktuell in der Serie D, der vierten italienischen Liga, spielt.

## Geschichte

### Anfänge

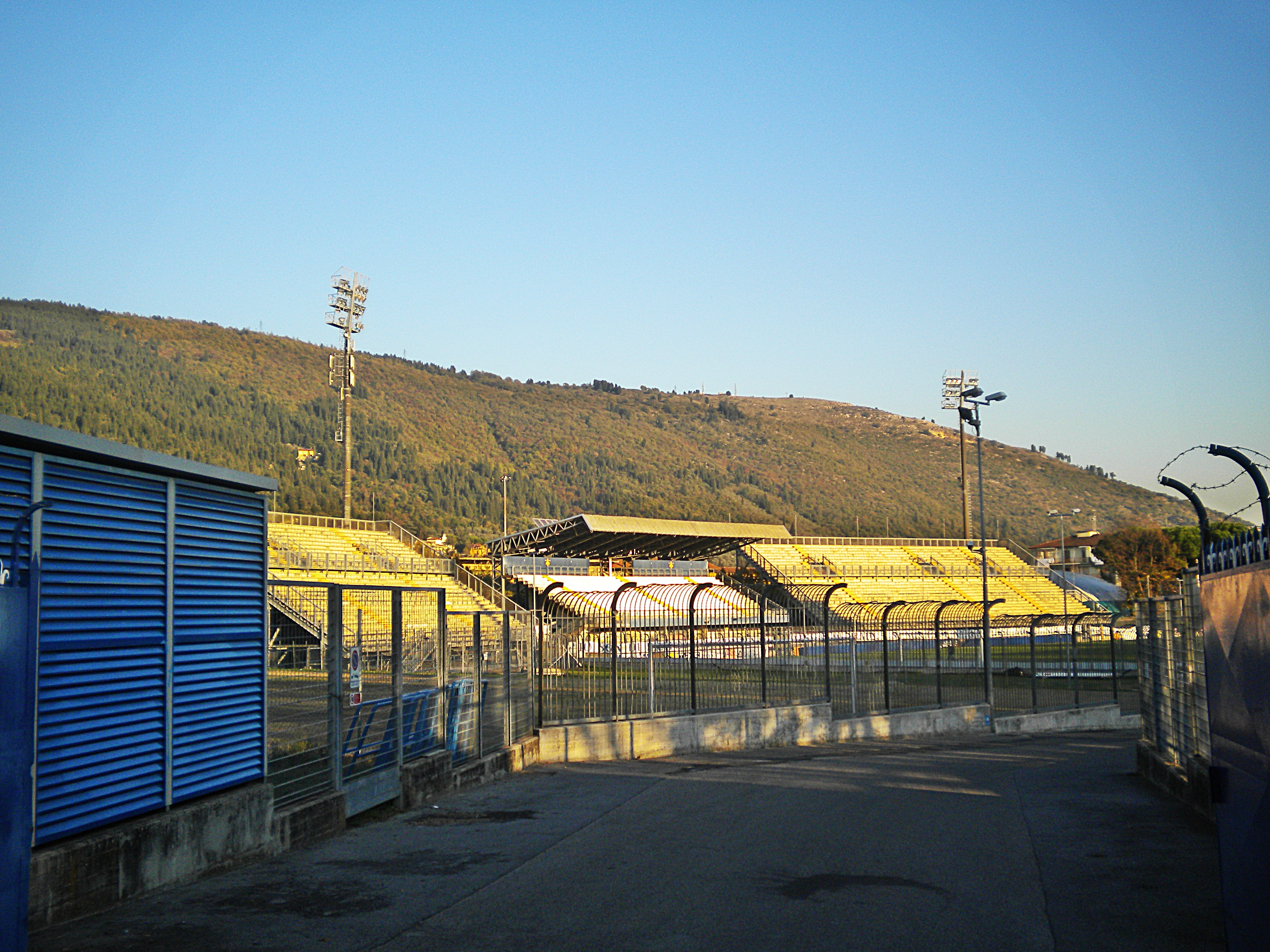
Heimspielort Stadio Lungobisenzio

Im Jahre 1908 kamen einige fußballbegeisterte Bewohner der Stadt Prato, in der Toskana gelegen, auf die Idee, einen dort ansässigen Fußballverein zu gründen. Dieser Verein erhielt den Namen Società Sportiva Emilio Lunghi. Erst drei Jahre später, 1911, wurde Società Sportiva Emilio Lunghi in Prato Sport Club umbenannt, was dem heutigen Namen schon ziemlich ähnlich ist. Die Vereinsfarben wurden auf der ersten Vereinssitzung auf Blau und Weiß festgelegt, was sich sowohl in den Trikots als auch in den Farben des Logos widerspiegelte. Den Namen Prato Sport Club behielt der Verein bis ins Jahr 1937 hinein, als man sich den Namen Associazione Calcio Prato gab, den der Verein bis heute trägt.
Erstmals am Ligabetrieb nahm die AC Prato 1913/14 teil. In der Prima Categoria Toscana, der ersten toskischen Liga, erreichte Prato Rang 7. Diese Platzierung konnte man im Jahr darauf wiederholen. Die Prima Categoria war von 1898 bis 1922 die höchste Spielklasse im italienischen Fußball. Sie war unterteilt in verschiedene Regionen wie zum Beispiel Toskana oder Emilia-Romagna, wo die Mannschaften aus diesen Gebieten jeweils einen Sieger ausspielten, der dann gegen die anderen Staffelsieger den Meister der Prima Categoria ermittelte. Doch dieses Spielsystem wurde anno 1915 vorerst unterbrochen. Aufgrund des Ersten Weltkrieges wurden von 1915 bis 1919 keine Ligaspiele ausgetragen. Nach der Zwangspause spielte die AC Prato weitere drei Jahre in der Prima Categoria Toskana, ehe man 1922 in die Seconde Divisione, die neu gegründete zweite Liga, abstieg. Zwei Jahre später ging es dann sogar abwärts bis in die Terza Divisione. In der Folgezeit pendelte der Verein stets zwischen der zweiten Liga und der dritten Liga.
Im Jahre 1938 wurde in Prato ein Stadion für 10000 Zuschauer gebaut, das den Namen Stadio Lungobisenzio trug. Es wurde drei Jahre später fertiggestellt. In den frühen Sechzigerjahren wurde das Lungobisenzio zu klein für den aufstrebenden Verein und die Vereinsführung beantragte bei der Stadt Prato die Genehmigung für den Bau eines 60000 Menschen fassenden Stadions. Die Stadtregierung bewilligte diesen Plan jedoch nicht und tat sich damit einen großen Gefallen, denn langfristig betrachtet hätte ein derart großes Stadion in Prato niemals die Baukosten eingebracht, da die Blütezeit der AC Prato bald vorbei war. 2004 versuchte die AC Prato erneut, ein größeres Stadion für 20000 Zuschauer zu bauen, was die Stadt aber erneut nicht genehmigte. Wenig später wurde die Kapazität des alten Stadions sogar auf knapp 6.800 Plätze reduziert.

### Zweit- und Drittklassigkeit

Altes Logo der AC Prato

Auch nach dem Zweiten Weltkrieg, durch den eine kurze Pause im Spielbetrieb in Italien entstand, pendelte die AC Prato ständig zwischen der Serie B und der Serie C. Erstmals nach dem Krieg gelang 1949 der Sprung in die Serie B, zusammen mit AC Fanfulla, Udinese Calcio und Catania Calcio. Doch schon in der ersten Saison folgte der Abstieg. Nach einem kurzen Intermezzo in der vierten Liga gelang es dem AC Prato 1957 erst wieder, in die Serie B aufzusteigen. Nach zwei Jahren ging es dann wieder abwärts. In solch kurzen Abständen ging es dann für den AC Prato weiter. Nach wenigen Jahren in der einen Klasse ging es dann wieder in die andere und dann wieder nach einigen Jahren in die entsprechend andere Spielklasse. Doch in den frühen Sechziger-Jahren konnte man vermuten, dass die AC Prato bald erstklassig spielen würde. Damals hatte man talentierte Spieler wie den späteren Inter-Star Roberto Boninsegna, Vizeweltmeister von 1970, oder Mario Bertini, unter Vertrag. Doch durch den erneuten Abstieg 1964 verließen diese guten Spieler alle den Verein und gingen zu einem italienischen Spitzenverein. Diese Verluste konnte die AC Prato in der Folgezeit nicht verkraften. Es folgten viele Jahre in der Serie C und sogar die Serie D beziehungsweise die Serie C2 waren oft die Spielklasse der AC Prato.

### Aktuelle Entwicklung
Seit dem Abstieg aus der Serie B in der Spielzeit 1963/64 schaffte es die AC Prato nicht wieder, in die zweithöchste italienische Liga aufzusteigen. Es folgten lange Jahre in der dritten und vierten Liga. Immer wieder mussten in der neueren Geschichte Relegationsspiele über den Verbleib in der Serie C1 entscheiden. So zum Beispiel 2003/04 gegen Pro Patria Calcio. Doch meist glückte dann gleich wieder der direkte Wiederaufstieg in die Serie C1. Dabei wurden in Play-off-Spielen zum Beispiel der heutige Zweitligist UC AlbinoLeffe oder das ehemalige Spitzenteam US Alessandria Calcio besiegt.
In den letzten Jahren hat sich der Verein in der Serie C2, mittlerweile in Lega Pro Seconda Divisione umbenannt, etabliert. 2008/09 scheiterte man in den Play-off-Spielen um den Aufstieg an Giulianova Calcio. Ein Jahr darauf wurden die Relegationsspiele mit einem sechsten Rang nur knapp verpasst. In den folgenden Jahren entwickelte sich die AC Prato dann jedoch eher in Richtung Abstiegskampf. Nachdem der Abstieg einige Male nur knapp verhindert werden konnte, musste der Verein schließlich nach Ende der Saison 2018/19 den Abstieg in die Viertklassigkeit hinnehmen.

## Ehemalige Spieler
- Luca Antonini
- Raúl Banfi
- Mario Bertini
- Roberto Boninsegna
- Ilario Castagner
- Andrea Cistana
- Carlo Cudicini
- Alessandro Diamanti
- Mario Genta
- Nicola Legrottaglie
- Massimo Maccarone
- Ardico Magnini
- Rino Marchesi
- Comunardo Niccolai
- Massimo Oddo
- Christian Vieri

## Ehemalige Trainer
- Giovanni Ferrari (1948–1950)
- Ferruccio Valcareggi (1954–1959)
- Corrado Viciani (1965–1967)
- Enzo Bearzot (1968–1969)
- Francesco Petagna (1969–1971)
- Enzo Robotti (1971–1973)
- Pierpaolo Bisoli (2005–2007)